# Julián Villagrán (insurgente)
Julián Villagrán Callejas (¿?, hacia 1760-hacienda de Gilitla, 21 de junio de 1813) fue un arriero novohispano que luchó a favor de los insurgentes durante la guerra de independencia.

## Semblanza
Julián Villagrán Callejas, junto con su hijo «el Chito» (cuyo nombre de pila era José María o Francisco) se unió a la causa independentista en 1812, levantándose en armas en la región Huasteca. Comandó un grupo de hombres en los alrededores de Tula e Ixmiquilpan. En octubre de 1811, se reunió con las fuerzas insurgentes que se encontraban comandadas por Miguel Sánchez en Huichapan, poco después se unieron los hermanos José Mariano, Francisco y Cayetano Anaya. Julián Villagrán sospechó de una posible traición de Miguel Sánchez a quien liquidó. Las fuerzas de los Anaya y los Villagrán ofrecieron una resistencia en la zona, bloqueando la comunicación de los realistas. 
En septiembre de 1812, Ignacio López Rayón se reunió con Villagrán con la finalidad de conocer los pormenores de la muerte de Sánchez y de conmemorar el aniversario del Grito de Dolores.
De acuerdo a H. H. Bancroft, en esta ocasión, Rayón en todos sus actos públicos estuvo acompañado de José María Villagrán, conocido generalmente como el Chito, «whom he had recently commissioned as a mariscal de campo», dándole al mismo tiempo a su padre, Julián Villagrán, «who kept himself in Zimapan and the surrounding country, the rank of lieutenant-general».
Cuando Rayón abandonó la zona, el regimiento capitaneado por Villagrán confrontó a las fuerzas realistas comandadas por el teniente coronel Pedro Monzalve en la plaza de Zimapán, durante la batalla su hijo «el Chito» fue capturado. Monzalve propuso liberar al «Chito» si su padre deponía las armas, sin embargo este se negó y a consecuencia su hijo fue fusilado el 14 de mayo de 1813.

"Di a esos señores que no soy tan....inocente, ni tan niño para creer en la garantía que me propone, porque demasiado sé, que en cuando lleguen a agarrarme me fusilarán por los muchos daños que le he hecho; y en cuanto a mi hijo, que lo decapiten; mujeres hay muchas para tener hijos y patria solo tengo una"
Julián Villagrán.

Días más tarde, los tenientes Antonio Trejo, Casimiro Gómez, Felipe Maya y otros hombres de Villagrán defeccionaron y acogieron el indulto ofrecido. Maya reveló al realista Casasola el lugar donde se encontraba acampando Villagrán. De esta forma, el 13 de junio fue capturado en la hacienda de San Juan Amaxac en compañía de treinta y seis hombres. Calleja dio la orden de fusilar a los prisioneros. El 21 de junio de 1813 Villagrán y veintidós hombres fueron fusilados en la hacienda de Gilitla (actualmente, en el estado de Hidalgo). Entre los prisioneros se encontraba el doctor José Antonio Magos, quien fue enviado prisionero a la Ciudad de México.

## Polémica
De acuerdo a declaraciones de Félix María Calleja, el caudillo se hizo llamar «Julián I, emperador de la Huasteca» y no obedecía ni a Rayón ni a Morelos. La negativa a deponer las armas a cambio de la vida de su hijo fue criticada por los realistas como una barbarie y se le consideró «padre desnaturalizado», en cambio, los insurgentes la consideraron una acción heroica.
El historiador Lucas Alamán que no simpatizó con la agresividad del movimiento armado de los insurgentes, calificó a Villagrán como uno de los forajidos o bandoleros de la independencia. Otros historiadores como Francisco Sosa o Moisés González Navarro han considerado que los Villagrán fueron el brazo fuerte de la Junta de Zitácuaro en la zona de Huichapán. En su memoria, existe una estatua en el Paseo de la Reforma, la cual fue colocada el 16 de septiembre de 1890.